# 개피
개피는 벼과 개피속의 두해살이풀로 학명은 Beckmannia syzigachne이다. 늪피 또는 물피라고도 한다.

## 분포
한국의 전역에 분포하며 논둑이나 도랑 근처에서 자란다.

## 특징
대개 원기둥형으로 뭉쳐나고 곧게 선다. 높이는 30-90cm로 다소 연하며 녹색이다. 잎은 넓은 선형으로 길이 6-20cm, 나비 5-10mm이고, 끝이 뾰족하며 잎집은 마디 사이보다 길다. 꽃은 5월에 피는데 이삭꽃차례는 가늘고 길며, 길이 15-35cm이다. 작은이삭이 두 줄로 달리고 꽃대는 삼각형이다. 포영은 배〔舟〕모양이고 3맥이 있으며 호영은 포영과 길이가 같고 5맥이 있다. 내영은 호영보다 약간 짧고 2맥이 있다. 수술은 3개이며 꽃밥은 연한 황색이다.

## 이명
- Beckmannia baicalensis (Kusn.) Hulten
- Beckmannia eruciformis for. uniflora Krylov
- Beckmannia eruciformis var. baicalensis Kusn.
- Beckmannia eruciformis var. syzigachne (Steud.) Steud.
- Beckmannia eruciformis var. uniflora Scribn. ex A.Gray
- Beckmannia syzigachne subsp. baicalensis (Kusn.) T.Koyama & Kawano
- Panicum syzigachne Steud.